# Federico Martinotti
Federico Martinotti (Villanova Monferrato, 3 giugno 1860 – Asti, 2 luglio 1924) è stato un enologo italiano, direttore della Regia stazione enologica di Asti dal 1901 al 1924. Fratello del celebre medico Giovanni. Nel 1895 inventò e brevettò in Italia, Francia e Svizzera il Metodo Martinotti per la produzione del vino spumante(sostanzialmente il procedimento è costituito da tre vasi vinari, per la fermentazione controllata, per la chiarificazione e per la stabilizzazione) p, metodo a base di rifermentazione controllata in grandi recipienti o autoclavi. Gli obiettivi del nuovo metodo furono la riduzione dei costi in sostituzione del remuage e del degorgement del metodo Champenoise o Classico, una più 
celere lavorazione del vino, una significativa riduzione dello spazio e del personale, evitare un ingente danno (40%) dovuto alla rottura delle bottiglie. Il suo metodo fu adottato a partire dal 1907 anche dal francese Eugène Charmat. Federico Martinotti aggiorno' e migliorò il suo metodo nel 1921..
L'opera del Martinotti si potrebbe definire  come il punto di incontro tra la conoscenza del ricercatore e l'esperienza del produttore. L'attuale edificio del CREA, Istituto di Ricerca in Viticoltura ed Enologia già  Regia Stazione enologica ad Asti in via Pietro Micca 35, fu costruito sotto la direzione di Federico Martinotti . "Sommo enologo e pioniere della spumantistica italiana" è  quanto si può  leggere sulla sua lapide affissa a Villanova Monferrato in occasione del 60 esimo anniversario della sua scomparsa per iniziativa del Circolo Culturale Ottavi presieduto da Paolo Desana, il padre delle Doc vinicole italiane. 
Nel 2013 a Casale Monferrato, in occasione del Cinquantenario della legge delle Doc vinicole italiane, viene rappresentato come il secondo Moschettiere della Doc insieme a  personalità 
del calibro di Giuseppe  Antonio  Ottavi, Arturo Marescalchi e Paolo Desana.             

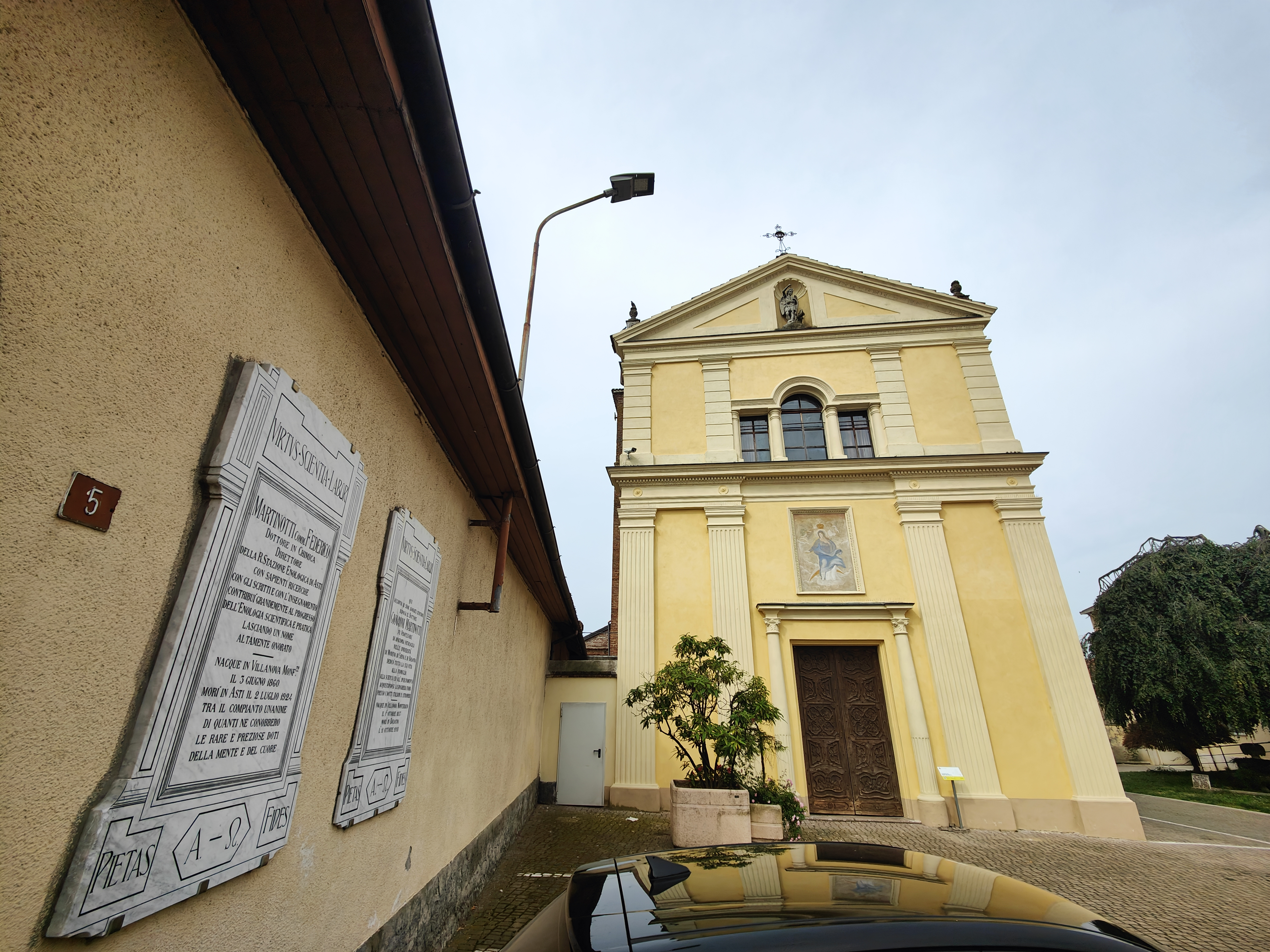
Lapidi a Villanova Monferrato in onore dei fratelli Giovanni e Federico Martinotti accanto all'oratorio di S. Michele

Nel 2024, in occasione delle celebrazioni del Centenario della sua scomparsa, il Comitato Casale Monferrato Capitale della DOC che gestisce il Centro di Documentazione della DOC al castello di Casale Monferrato, ha ideato e collaborato con i comuni di Villanova e Casale Monferrato, con la Regione Piemonte e con il Consorzio di tutela dell'Asti Spumante alla realizzazione del Progetto "2024, Martinotti 100 anni di Spumante", ovvero convegni, libri, opere teatrali e tavole artistiche in sua memoria.